# Радослав (князь сербів)
Радослав (*, д/н —бл.814/822) — вождь або князь сербів у бл. 800—814/822 років.

## Життєпис
Був сином сербського вождя-князя Вишеслава. Про Радослава замало відомостей. Відомий з нарисів візантійського імператора Костянтина VII.
На той час серби, що підкорялися останньому не являли держави. Це було одне з потужних племен сербів з початком державності. Боровся проти болгарських нападів. Водночас підтримував дружні стосунки з паннонськими хорватами.
Завершення панування Радослава, за джерелами, є різним: за одним — помер близько 814 року, владу успадкував син Просігой; за іншими — Радослав надав притулок Людевіту Посавському, князем Паннонської Хорватії. Людевіт у 822 році вбив Радослава (або Просігоя, як вважає частина дослідників). Згідно з цим Просігой вигнав Людевіта, який втік до Далмації.